# Château de Rosanbo
Le château de Rosanbo est situé sur la commune de Lanvellec, département des Côtes-d'Armor, en France.
Il fait l’objet d’une inscription au titre des monuments historiques depuis le 22 mars 1930.

## Situation et étymologie
Le château de Rosanbo s'élève au-dessus de la vallée du Bô. D'où l'origine de son nom qui se dit en breton : roz an Bo, promontoire ou coteau (roz) sur le Bô[réf. souhaitée].

## Historique
Dans la même famille depuis le XIVe siècle, le premier bâtiment est un château fort sur un promontoire stratégique situé à 6 km de la baie de Saint-Michel-en-Grève pour interdire la remontée du Bô aux envahisseurs nordiques. Au XVe siècle est construit un manoir gothique attenant au château. En 1688, Geneviève de Coskaër de Rosanbo, unique héritière de la terre de Rosanbo épouse Louis II Le Peletier (1662-1730), président à mortier au parlement de Paris, fils de Claude Le Peletier (1631-1711), ancien prévôt des marchands de Paris. Louis XIV les autorise à relever le nom de Rosanbo.
En 1794, les Rosanbo, leur fille Aline, son mari Jean-Baptiste de Chateaubriand, frère ainé de François-René, avec Antoinette de Lamoignon de Malesherbes épouse Rosanbo, fille de Chrétien Guillaume de Lamoignon de Malesherbes ministre de Louis XVI sont guillotinés. Du fait de son jeune âge, leur fils Louis est rescapé de la guillotine. 
Alain, marquis de Rosanbo, ouvre le château au public en 1958.

## Fondation
En 2007, Alain, marquis de Rosanbo, crée la fondation Alain de Rosanbo, qui est reconnue d'utilité publique en 2011. À la mort d'Alain de Rosanbo le 7 février 2016, c'est son épouse Francesca marquise de Rosanbo qui perpétue son œuvre et sa mémoire.

### Liste des fonds microfilms déposés aux archives nationales
- 259 AP (173 Mi) Fonds Rosanbo, fonds Le Peletier.
- 260 AP et 261 AP (155 Mi et 161 Mi) Fonds Rosanbo, fonds Vauban I et II.
- 262 AP (174 Mi) Fonds Rosanbo, fonds d’Aunay.
- 263 AP (162Mi) Fonds Rosanbo, fonds Lamoignon Malesherbes

## Architecture

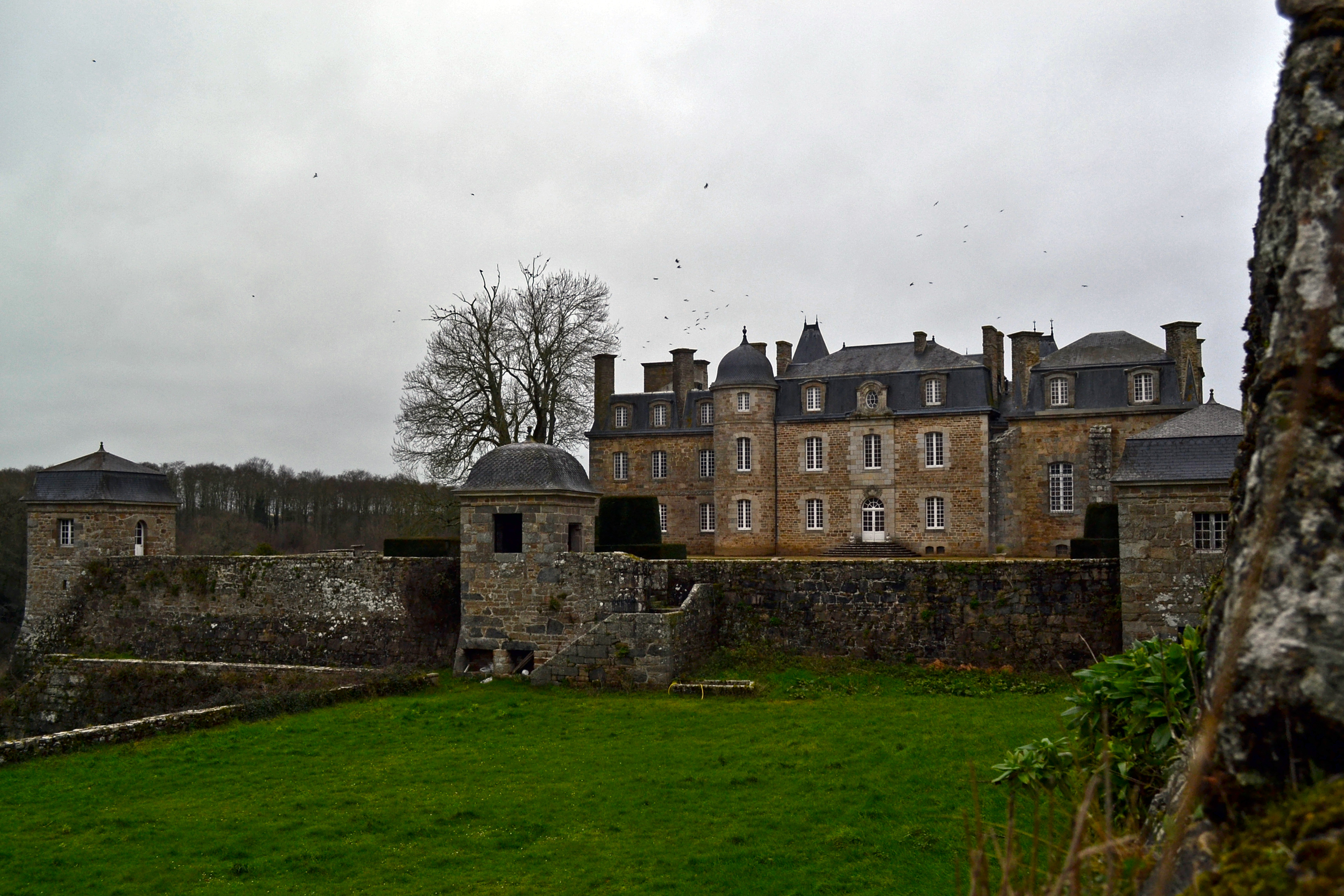
Enceinte du château

Le château de Rosanbo est composé de plusieurs corps de bâtiments construits du XVe siècle au XIXe siècle. Le château fort a été transformé en gentilhommière à partir de 1683.
Vaste quadrilatère aménagé sur six siècles et entouré d'un domaine, il constitue l'un des plus importants châteaux de Bretagne. Un bâtiment est ajouté au XVIIe siècle afin d'esquisser une cour fermée. Celle-ci est achevée au XIXe siècle. Au XVIIIe siècle, l'architecte Joubert crée de grandes fenêtres et des toits à la Mansart.

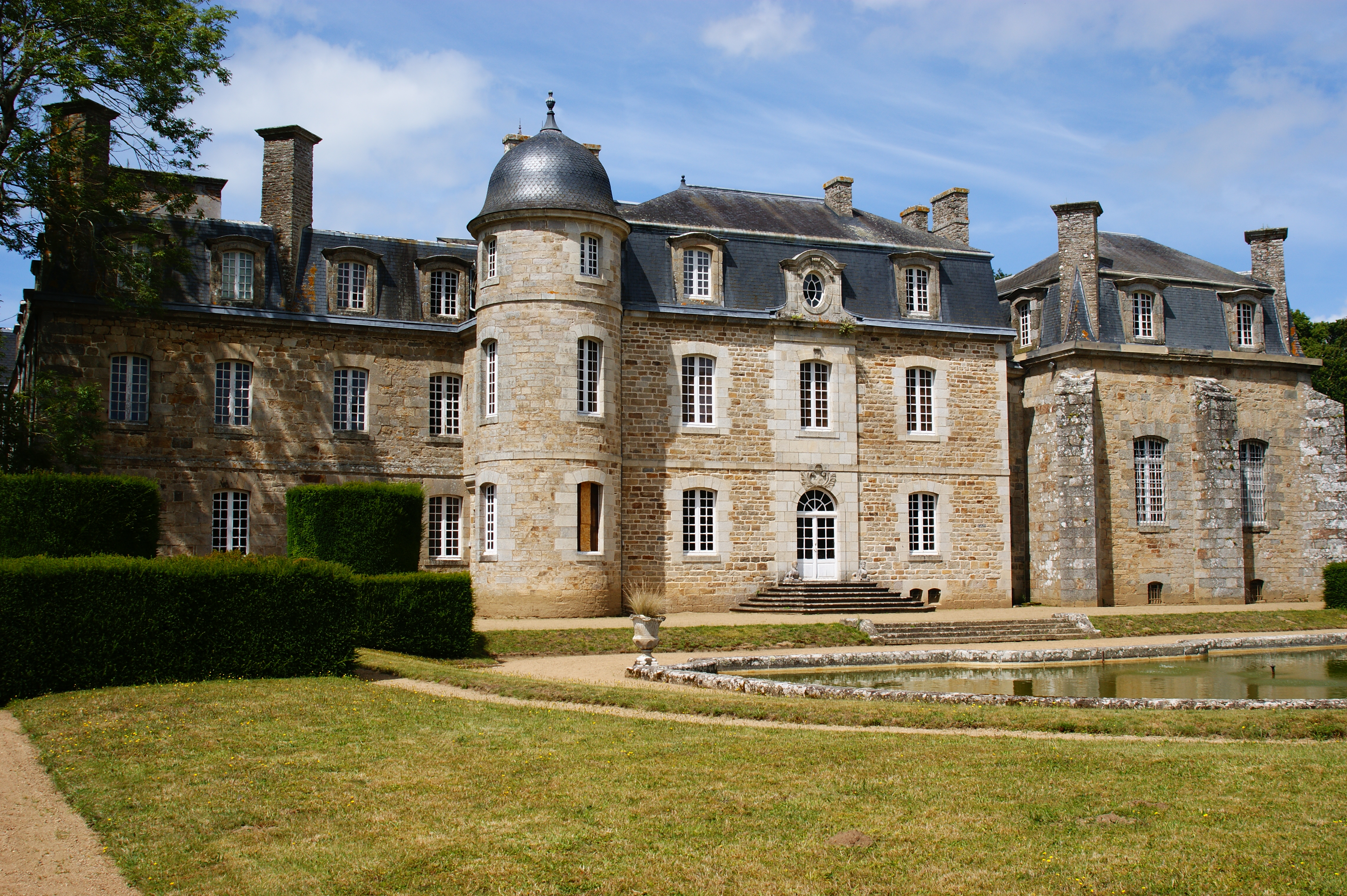
Vue depuis l'angle sud-ouest

Les appartements intérieurs comprennent un salon XVIIIe siècle, une bibliothèque, une salle bretonne et les anciennes cuisines qui recréent l'atmosphère des pièces de service. 
À travers les pièces sont évoquées les figures des membres illustres de la famille Rosanbo : Claude Le Peletier, successeur de Colbert, le maréchal de Vauban, Malesherbes, Chateaubriand, Tocqueville, Pithou.

### Le parc

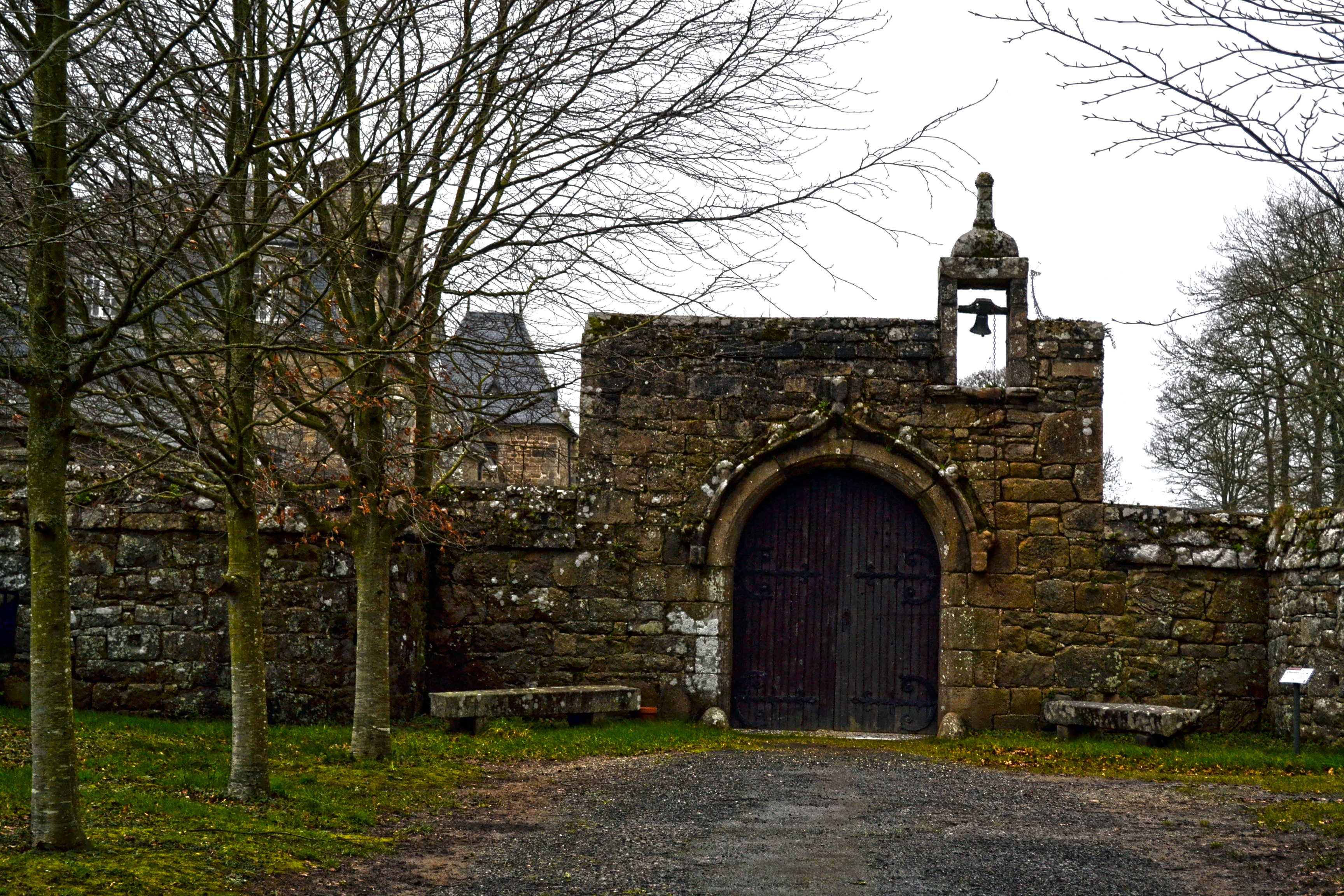
Entrée du parc du château.

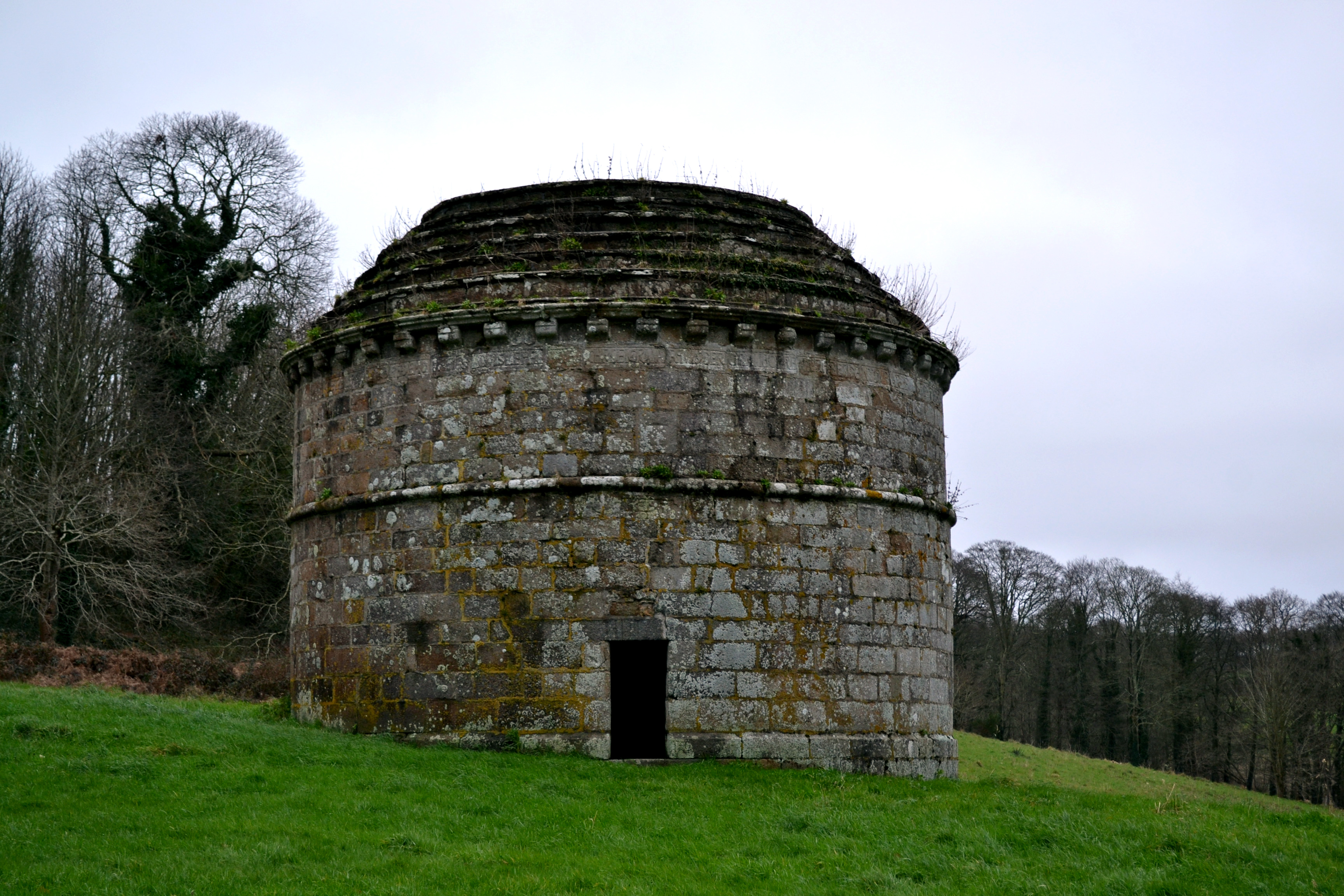
Colombier du château.

Le parc, situé dans l'enclos primitif du XVIIIe siècle, fermé par deux porches d'entrée, a été redessiné par Achille Duchêne au début du XIXe siècle. Il est construit autour de trois tapis de verdure et est ceint par des allées cavalières, elles-mêmes encadrées par des charmilles remarquables en cerceaux s'étendant sur 2,5 km.
Les terrasses et leur statuaire, les jardins, le grand et le petit parc, le colombier ont été inscrits monument historique le 20 mars 1995.